# Miguel Ángel Martín Bordera
Miguel Ángel Martín Bordera (Alicante, 24 de septiembre de 1966) es un artista español, fundador y actual director de la compañía de teatro urbano Carros de Foc.

## Origen y trayectoria
Hijo de Ángel Martín y Mª Teresa Bordera, ambos pintores y escultores en Alicante, que contribuyeron entre 1960 y 1990, al desarrollo de las fiestas de Sant Joan d´Alacant, como constructores de “Monumentos de Hogueras”. 
Influido por sus padres se inició en el dibujo y la pintura copiando obras de autores clásicos y barrocos españoles como Velázquez. Más tarde se interesa especialmente por la tendencia surrealista de Salvador Dalí, visitando a este en un viaje de la Fundación Gala-Salvador Dalí en Figueras.[cita requerida] Posteriormente estudia diseño publicitario, carrera que abandona para dedicarse al arte.
En el talle de Ángel Martín, colabora con el artista sueco Bengt Lindström en la reproducción de una serie de esculturas aplicando la técnica que domina utilizada para la reproducción de los ninot en las Hogueras de Alicante.
A partir de la década de los 80 participa en distintas exposiciones, certámenes y premios de artes plásticas como la exposición de invierno del Castillo de Santa Bárbara, convocada por el Ayuntamiento de Alicante y en la primera edición del certamen de Pintura de San Vicente del Raspeig, consiguiendo el primer premio. Entre 1984 y 1988 formó parte del grupo Pañés, grupo de expresión plástica y escultura, formado por Pablo Ruiz Carretero y Ricardo Casal, con quien participa en el diseño de esculturas de gran formato para su exposición en la vía pública.
Trabaja en la construcción de infinidad de Hogueras de Alicante, fallas y carrozas, en los talleres de Pedro Soriano Moll, Ramón Marco Marco y Ángel Martín, consiguiendo diferentes premios en las Hogueras de San Juan de Alicante.
También trabaja en la construcción de carrozas alegóricas para los desfiles de las fiestas de Moros y Cristianos celebradas en multitud de localidades como  Alcoy
En 1994 Miguel Ángel Martín fundó la compañía de teatro de calle Carros de Foc. Desde entonces como director artístico ha dirigido multitud de proyectos de teatro urbano a lo largo de sus más de 20 años de experiencia. Sus obras se han podido ver en diferentes países del mundo como España, Portugal, Francia, Italia, Holanda, Rumanía, Marruecos, China, Qatar o Chile donde ha desarrollado la creación, el diseño, la dirección de arte y producción de espectáculos de teatro urbano o teatro de calle. 
En 2012 se le confió la dirección artística del desfile de Navidad París Parade en Santiago de Chile que contó con una afluencia de público de 600.000 personas, según las fuentes oficiales, además de más de 130.000 hogares que lo vieron en directo a través del canal de televisión chilena TVN.
Miguel Ángel Martín, ha representado a España en diferentes festivales de teatro de calle como en el 10º aniversario del Festival Mawazine, el más importante del Magreb, celebrado en Rabat, donde fue felicitado por el director del Instituto Cervantes, Federico Arbós.
Su pieza representada en la Catedral de la Santa Cruz de Cádiz, fue el broche de la clausura en 2012, en la XXVII edición de Festival Iberoamericano de Teatro de Cádiz.
Durante 2012 a 2013 Miguel Ángel Martín Bordera desarrolló proyectos de dirección artística en China representando su obra el Rey Salvador la marioneta gigante, en las ciudades de Shanghái, Shenyang, Taicang, Qingdao o Changsha. También han visto sus obras en las ciudades de Bucarest, Sibiu o Alba Iulia en Rumanía, en las ciudades francesas de París, Niza, Arlés, Clamart, Obernai, Cambrai, Romans, La Grande Motte o Aurillac a lo que hay que sumar representaciones en la ciudah de Doetinchem en Holanda, o en la ciudad italiana de Pavía.
En enero de 2013 en Santiago de Chile dirigió la obra el Druida de Jagul enmarcada en el Festival Internacional de Teatro Santiago a Mil. En septiembre de 2013 dirigió la obra de teatro urbano que protagonizó la celebración del XX Aniversario de las Ciudades Españolas Patrimonio de la Humanidad, por la UNESCO. Para Katara Cultural Village desarrolló la dirección artística de la obra Fantasy in Katara que fue representada en octubre de 2013 en Doha-Qatar con motivo del Eid al-Adha Festival.
A lo largo y ancho de toda la geografía española y desde el inicio de su trayectoria artística han sido numerosas las ciudades españolas donde se han podido ver sus obras, siendo el escenario las principales calles, avenidas y plazas de ciudades como Madrid, Valencia, Alicante, Albacete, Ibiza, Sabadell, Málaga, Salamanca, Vitoria, Segovia o Pontevedra entre otras, donde ha desarrollado proyectos artísticos para sus fiestas patronales, eventos o cabalgata de Reyes Magos.
El año 2014 fue un año muy productivo para Miguel Ángel Martín. Gracias a la imaginación y esfuerzo en cada uno de los espectáculos que crea,  Carros de Foc ha estado presente por todo el mundo realizando entre otros, una gira por Emiratos Árabes y llevando sus obras a Corea del Sur, China y parte de Europa.  Además la compañía de teatro urbano de Miguel Ángel ha estado presente en muchas ciudades españolas, representando sus obras en festivales, eventos y diferentes actos, como por ejemplo, la Feria Medieval de Melilla, el XX aniversario de las ciudades españolas Patrimonio de la Humanidad en Segovia, La Crida de Valencia y el 9 de Octubre de Alicante. 
El año 2015 estuvo lleno de oportunidades, con trabajos muy importantes que siguieron nutriendo las experiencias de Miguel Ángel Martín. El año empezó con la presentación de la nueva escultura gigante Euterpe en la Cabalgata de Reyes Magos de Madrid, seguida de los Carnavales donde Carros de Foc estuvo presente en Cádiz, Alicante y Saint Raphaël (Francia). Además la compañía de teatro urbano ha estrenado su espectáculo ”La Caja de las Letras Mágicas” en el acto de clausura de la Gala Importantes del Diario Información.
En 2016 Miguel Ángel Martín es nombrado pregonero de las fiestas de Moros y Cristianos de San Vicente del Raspeig, por ser el fundador de una de las compañías más representativas del municipio. El pregón de fiestas es un acto que se realiza el 1 de abril y da paso al comienzo de dicha festividad. 
En 2017 y 2018 Miguel Ángel Martín aportó al mundo una nueva forma de entender el arte a través de la interacción real con el público. La obra Step Forward que acudió a Burnin Man dos años consecutivos se convirtió en pocos días en un referente viral de las espectáculos de gran formato.

## El carácter de sus obras
Las Esculturas Móviles Gigantes que aparecen en las obras de Miguel Ángel Martín Bordera, son creaciones originales, de grandes dimensiones. Debido al realismo de las mismas, estas parecen cobrar vida. Están articuladas y dotadas de movilidad llegando a alcanzar los 12 metros de altura. Su carácter realista las hace sorprendentes y representan a animales como el Caballo Real, Águila Sophia, Toro Viriato o personajes fantásticos como Ángel, Salvador la Marioneta Gigante y Euterpe. Las escenografías sobre las que se articulan sus creaciones son de diseño y producción propia y se ponen al servicio de la obra para que la experiencia sea completa. La caracterización de los personajes, el vestuario y el maquillaje corporal convierten los espectáculos de Miguel Ángel Martín en una verdadera experiencia gigante.

## Últimas creaciones

### Burning Man 2017 Step Forward
Carros de Foc se adentró en el mayor festival del mundo, Burning Man. El movimiento artístico que congrega a más de 60.000 personas en mitad del desierto de Black Rock City, Nevada. En esta edición del festival Miguel Ángel Martín debutó con una obra oficial donde la marioneta gigante Euterpe se convirtió en una de las obras favoritas por el público, convirtiéndose en la imagen viral de ese año. Euterpe, la hija de gigantes, visitó el planeta tierra para conocer a la humanidad, y lo hizo en unas jornadas llenas de cambios.
El documental "Euterpe en Burning Man" de la productora madrileña Prointel, muestra esta aventura por el desierto.

### Burning Man 2018 Step Forward - Joining Mind
La compañía consiguió acudir por segundo año consecutivo como obra oficial por la organización de Burnign Man a este evento y lo hizo con la continuación artística de la obra de 2017. Euterpe la marioneta gigante qué debutó en la Cabalgata de Reyes de Magos de Madrid de 2016 volvió acompañada de su abuelo de más de 7 metros de altura Alberto, la marioneta gigante llena de sabiduría. En esta ocasión la obra quería transmitir un concepto fundamental para las personas: encontrarse a uno mismo y aprender a expresarse libremente.
Cuando las personas se conocen, se aceptan y se quieren a sí mismos, reconociendo sus propias virtudes y defectos, son capaces de dar lo mejor de sí a los demás.

### Natural Spirit, Suwom
Natural Spirit en su versión Gran Formato, es una obra donde las esculturas gigantes de Carros de Foc; Caballo Real, Águila Sophía y la marioneta de más de 10 metros de altura, Salvador, conforman el trío conductor de la obra que nos introducen en el encadenamiento de las escenas para poner en valor el concepto Natural Spirit. En esta, se realiza una reflexión sobre la agresión del hombre hacia la naturaleza, la necesidad de procurar un merecido respeto al medio ambiente.
En fin, mantener un equilibrio que aporte sostenibilidad entre el hombre y la propia naturaleza, mediante un lenguaje narrativo plural: música, iluminación, acrobacias aéreas en tela, danza rítmica con abanicos de fuego, equilibrismo, interpretación, vídeo…una fusión que pretende simbolizar elementos de la tierra como fuego, el aire o el agua con los que interactúan las esculturas gigantes de Carros de Foc. Sin duda, un espectáculo de fuerte impacto visual que no deja de sorprender allí donde va como ya lo ha hecho en diferentes ciudades de España, Francia, Portugal, Marruecos, Rumanía. Italia…

### La Crida Valencia
Las conocidas Torres de Serranos fueron una de las doce puertas que custodiaban la antigua ciudad amurallada de Valencia en la España del siglo XIV, y este fue el marco escenográfico elegido para que Carros de Foc realizase el espectáculo de la  'Crida', el evento popular y multitudinario con el que arrancan oficialmente las Fallas de Valencia. Para ello Carros de Foc creó una dramaturgia de inspiración histórica con matices fantásticos que se contextualizaban en esta época.
El maestro de la ceremonia fue el gigante Salvador que narró un pasaje de la historia, a la vez que Caballo Real entraba en la escena, acompañado de dos actores que intervinieron con un número de acrobacias aéreas en tela.
Llegado un momento el cielo de la ciudad se iluminó por el estallido de un conjunto de fuegos artificiales que ponían el broche final al acto. A este estuvieron presentes las máximas autoridades municipales y falleras, además de unas 50.000 personas, según la Junta Central Fallera (JCF), para dar la bienvenida a las Fallas de 2014 en el tradicional acto de la Crida.

### La Caja de las Letras Mágicas
La obra trata de reflexionar sobre los valores elementales de las personas. La protagonista es una joven llamada Euterpe, creada con el propósito de hablar de valores olvidados, buscar más allá del interior de las personas, tocar los sentimientos aletargados.
El espectáculo está dividido en tres partes. La primera de ellas es la presentación de Euterpe, la cual describe su condición humana y al mismo tiempo industrial. En el momento de la presentación se crea una coreografía vertical que simboliza el gran riesgo que es vivir en la sociedad actual. 
La segunda parte, Euterpe hace un homenaje a la figura del padre como creador y por extensión a los creadores en general. La figura paterna se simboliza a través del personaje que realiza una acrobacia de telas. A través de esta acrobacia aérea de seis metros de altura, se realiza la escenificación, de lo que supone para su creador estar al lado de su hija para apoyarla incondicionalmente durante toda su vida.
En la escena con la que finaliza la obra, se realiza una reflexión sobre la fuerza de las letras que forman todo tipo de palabras y el buen uso de estas, según la forma en las que se articulan. Euterpe invita a usar continuamente palabras amables que abren las puertas. Este acto se escenifica con la elevación de la marioneta por encima de la plaza, dejando sus pies en el aire creando una escena visual sublime. Durante este espacio cuatro artistas de danza vertical se encaraman en las escaleras laterales como espacio escénico para potenciar visualmente esta escena que simboliza la humanización industrial.